# Velichov

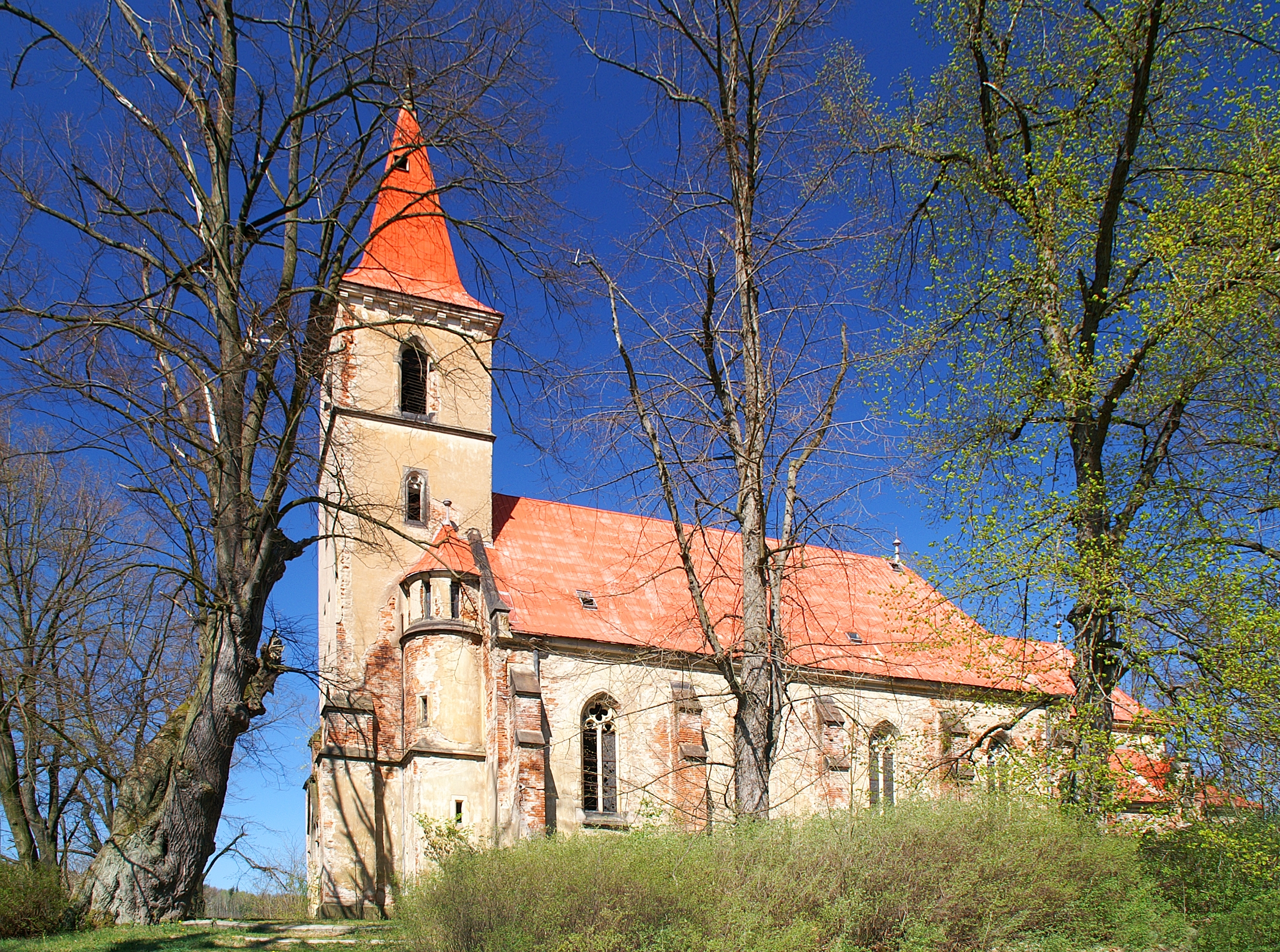
Kirche Mariä Himmelfahrt in Velichov

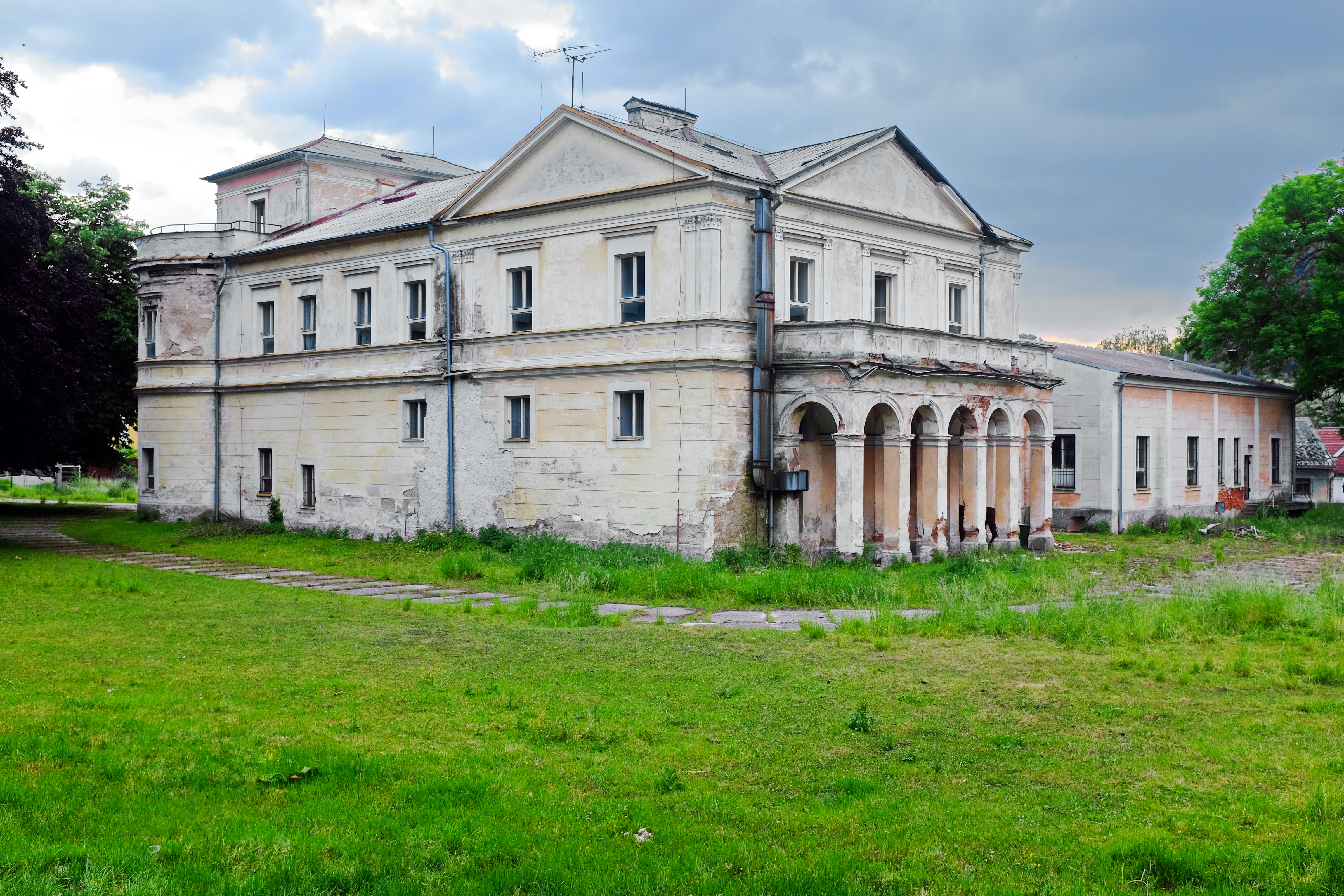
Schloss Welchau

Velichov (deutsch Welchau) ist eine Gemeinde in Tschechien.

## Geographie

### Lage
Velichov liegt vier Kilometer südöstlich der Stadt Ostrov nad Ohří an der Mündung des Baches Petrovský potok in die Eger im früheren Okres Karlovy Vary, Karlovarský kraj. Östlich des Ortes befindet sich das Duppauer Gebirge.

### Gemeindegliederung
Für die Gemeinde Velichov sind keine Ortsteile ausgewiesen. Grundsiedlungseinheiten sind Velichov und Velichov-za řekou.

### Nachbarorte
| Ostrov (Schlackenwerth)       | Vojkovice (Wickwitz)                        |                             |
| Kyselka (Gießhübl-Sauerbrunn) | Kompassrose, die auf Nachbargemeinden zeigt | Truppenübungsplatz Hradiště |
|                               | Truppenübungsplatz Hradiště                 |                             |

## Geschichte
Welchau war von 1142 bis 1336 der westlichste gelegene Besitz des Klosters Doxan im Egertal. Danach wurde es ein zur Burg Hauenstein gehöriger Lehnsbesitz. Auf dem „Burgstadtler Berg“ östlich von Welchau im Duppauer Gebirge ist der Standort einer abgegangenen Burg.
Das im 16. Jahrhundert von den Grafen Schlick erbaute Schloss wurde 1621 während des Dreißigjährigen Krieges samt dem Dorf von bayerischen Soldaten zerstört. Bis zu seinem Tode 1572 gehörte das Gut Joseph Traugott von Mangolt, 1589 Thomas Thiesel von Daltitz, 1651 Gräfin Katharina Eleonora von Schlick, die es ihrem Neffen Alexander von Dosen überließ. 1667 war der Besitzer der k. k. Generalfeldwachtmeister und Kommandant in Ungarn Freiherr Olivier von Wallis und von 1711 bis 1714 Johann Christoph Freiherr Kager von Stampach.  Wegen Überschuldung wurde das Gut 1747 gerichtlich feilgeboten und vom kaiserlichen Rat Johann Franz von Heßler erstanden. Er erbaute ein neues Schloss mit einer Brauerei. Nach Heßlers Tod 1770 ging der Besitz an seine Tochter Anna Regina von Heßler über, die Welchau 1792 an ihren Neffen Karl Ritter von Gamsenberg veräußerte. 1798 abermals feilgeboten gelangte es an die Grafen von Zettwitz. 1802 besaßen es Franz Merida und Johann Werner, 1805 Paul Tachezy, 1807 Michael Eckert, 1809 Franz Joseph Zeidler, 1810 Johann Hauptvogel, 1811 Wilhelm von Papsdorf, 1812 Franz Anton Berger der es 1823 an die Eheleute Franz und Anna Pelikan verkaufte. 
1847 zählte Welchau 79 Häuser mit 466 deutschsprachigen Einwohnern, darunter eine jüdische Familie, eine Pfarrkirche zu Mariä Himmelfahrt, eine Schule unter dem Patronat der Obrigkeit, ein herrschaftliches Schloss, ein Meierhof, ein Brauhaus, ein Branntweinhaus, ein Einkehrwirtshaus, zwei sonstige Wirtshäuser und eine Mühle mit Brettsäge. Zum Gut Welchau gehörten ferner acht Hausnummern des Dorfes Rodisfort (sonst bei der Herrschaft Gießhübel). 
Nach Aufhebung der Patrimonialherrschaften 1848/49 wurde Welchau Teil des Gerichtsbezirkes Karlsbad. 1895 nahm die Lokalbahn Wickwitz–Gießhübl-Sauerbrunn den Betrieb auf. Nach dem Münchner Abkommen wurde der Ort dem Deutschen Reich zugeschlagen und gehörte bis 1945 zum Landkreis Karlsbad. Vor dem Zweiten Weltkrieg lebten 655 Einwohner in 121 Häusern im Ort, in der Mehrzahl Deutschböhmen, die Welchau nach dem Krieg verlassen mussten. Nach dem Krieg kam es zum Zuzug von Tschechen aus Zentralböhmen und Mähren, Repatrianten, Slowaken und Roma.

## Sehenswürdigkeiten
- Die Pfarrkirche zu Mariä Himmelfahrt auf einem Hügel außerhalb des Dorfes soll bereits 1384 mit einer eigenen Seelsorge ausgestattet gewesen sein. 1621 erfolgte die Wiederherstellung des katholischen Gottesdienstes. Welchau war darauf zeitweise Filiale von Schönwald, Saar und Schlackenwerth. 1731 erhielt Welchau wieder einen eigenen Pfarrer. Eingepfarrt waren: Welchau, Wickwitz, Jokes, Petersdorf und Lappersdorf.
- Schloss Welchau
- Burgstall Thebisberg

## Persönlichkeiten

### Söhne und Töchter der Gemeinde
- Friedrich Dionys Weber (1766–1842), böhmischer Komponist und Musikpädagoge

### Personen mit Bezug zur Gemeinde
- Johann Franz von Heßler (1693–1770), Montanunternehmer, Gutsbesitzer und kaiserlicher Rat
- Josef von Löschner (1809–1888), Mediziner, Rektor der Prager Karlsuniversität und kaiserlicher Leibarzt